# Lecteur de nouvelles
Pour les articles homonymes, voir news.

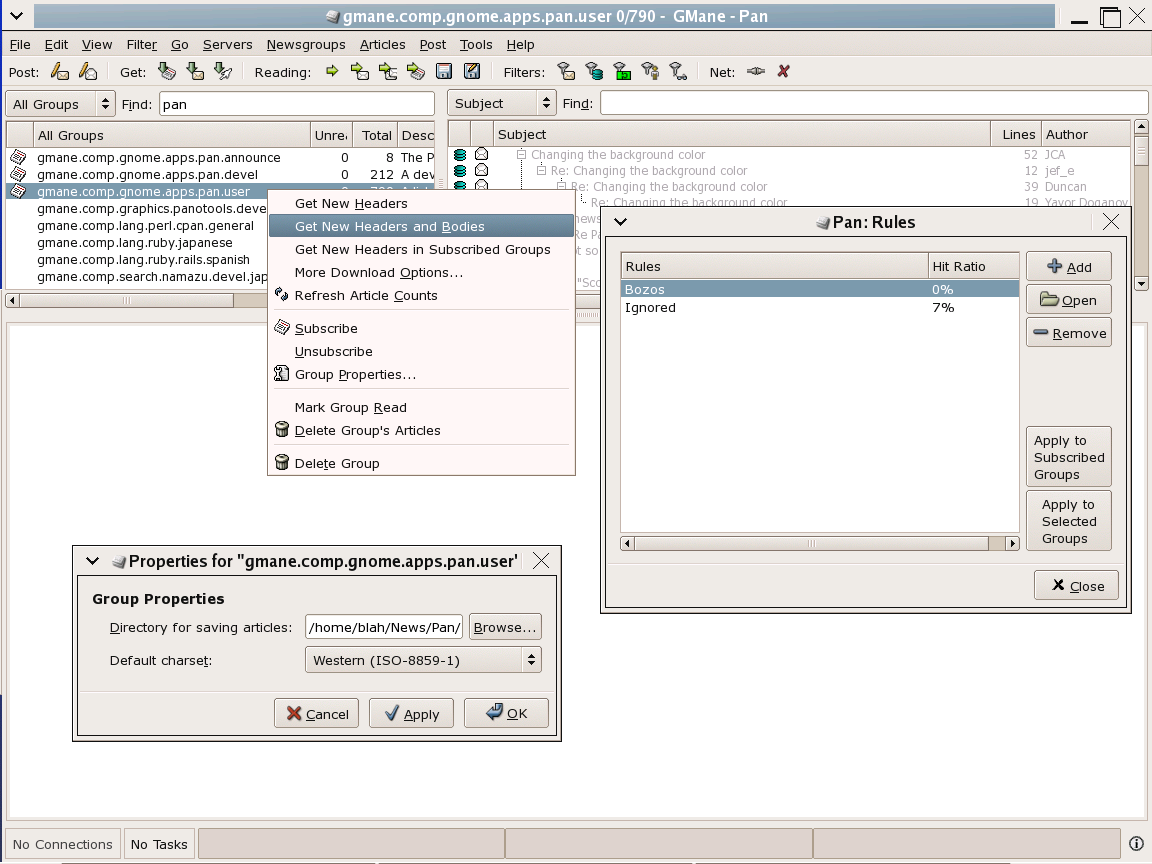
Capture d'écran du lecteur de nouvelles Pan

Un lecteur de nouvelles est un logiciel permettant de lire et d'écrire des articles (messages) sur des forums. Ce type de logiciels a été populaire des années 1990 au début des années 2000, avant d'être supplanté par les forums web.
Il en existe deux types :
- le logiciel traditionnel de lecture de nouvelles.
- le logiciel spécialisé en téléchargement de nouvelles binaires (fichiers binaires joints aux articles des forums).

Techniquement les forums sont hébergés sur des serveurs synchronisés entre eux via le protocole NNTP de sorte à créer un réseau (le plus connu est Usenet).

## Exemples de logiciels

### Logiciels sous Windows
- Lecteurs traditionnels :
  - (fr) 40tude Dialog (gratuit) (ce logiciel n'est plus développé)
  - (en) Forté Agent (en) (payant)
  - (fr) MesNews (gratuit)
  - (fr) MicroPlanet Gravity (libre)
  - (fr) Outlook Express (obsolète) puis Microsoft Windows Mail (gratuit)
  - (fr) Mozilla Thunderbird, Betterbird (en) et SeaMonkey (logiciels libres dérivés de Netscape)
  - (en) Xnews (en) (gratuit) (ce logiciel n'est plus développé)

- Lecteurs consacrés aux nouvelles binaires, inadaptés aux forums de discussion :
  - (en) Alt.Binz (gratuit)
  - (en) BNR (libre, existe aussi sous GNU/Linux)
  - (de) ExpressLoad en allemand (gratuit)
  - (en) Powerpost 2000 pour poster des fichiers binaires (gratuit)
  - (en) GrabIt (gratuit)
  - (en) NewsBin Pro (en) (payant)
  - (en) Newsleecher (en) (payant)
  - (en) NZB-O-Matic (gratuit)
  - (en) Binbot (payant)
  - (fr) Naja (gratuit)

### Logiciels sous GNU/Linux
- (fr) GNOME Evolution (libre)
- (fr) Mozilla Thunderbird, Betterbird (en) et SeaMonkey (logiciels libres dérivés de Netscape)
- Pan (libre)
- Gnus (libre, basé sur Emacs)
- X Python Newsreader (en)
- (en) Tin (programme en mode texte compatible POSIX, disponible pour plusieurs systèmes Unix)

Pour les binaires :
- (en) BNR (libre)
- Hellanzb (libre, il est toutefois recommandé d'avoir le freeware unrar)
- (en) KLibido (libre)
- (en) Binbot (payant)

### Logiciels sous Mac OS X
- Mozilla Thunderbird, Betterbird (en) et SeaMonkey (logiciels libres dérivés de Netscape)
- Unison (logiciel) (logiciel arrêté)
- MacSOUP (de) (logiciel arrêté)
- MacCafé (gratuit)
- MT-Newswatcher (logiciel arrêté)
- (en) Tin_(newsreader) (en) (programme en mode texte compatible POSIX, disponible pour plusieurs systèmes Unix)

## Paramétrage
Un logiciel lecteur de nouvelles nécessite une information essentielle : l'adresse du serveur de nouvelles que vous souhaitez utiliser.
Généralement votre FAI en propose un (sous l'intitulé) : "news.nomDeVotreFAI.fr").
Pour plus d'informations, lire le chapitre "Offres commerciales ou incluses avec l'abonnement Internet" de la page Usenet.

### Wikipédia en anglais
- (en) List of news clients
- (en) Comparison of Usenet newsreaders